# Pedro Lorenzo
Pedro Lorenzo ist eine Ortschaft im Departamento Santa Cruz im Tiefland des südamerikanischen Anden-Staates Bolivien.

## Lage im Nahraum
Pedro Lorenzo ist der zentrale Ort im Kanton Pedro Lorenzo im Municipio La Guardia in der Provinz Andrés Ibáñez. Die Gemeinde liegt auf einer Höhe von 535 m in der weiten Schwemmlandebene, die vom Río Piraí (25 km) im Westen und dem Río Grande (35 km) im Osten geschaffen worden ist. In östlicher Richtung in einer Entfernung von etwa zehn Kilometern befindet sich das Dünengelände Lomas de Arena, ein durch die IUCN als Landschaftsschutzgebiet ausgewiesenes Wanderdünen- und Seengebiet.

## Geographie
Pedro Lorenzo liegt östlich der Cordillera Oriental am Rande des bolivianischen Tieflandes. Die Region weist ein semihumides schwülfeuchtes Tropenklima auf mit geringen Tages- und Nachtschwankungen der Temperaturen.
Die Jahresdurchschnittstemperatur beträgt 24 °C (siehe Klimadiagramm Santa Cruz), die monatlichen Durchschnittswerte schwanken zwischen 20 °C im Juni und Juli und 26 °C von Oktober bis Dezember. Der jährliche Niederschlag in der Region liegt bei etwa 1000 mm, einer kurzen Trockenzeit von Juli bis August mit Monatsniederschlägen von nur 30 bis 40 mm steht eine ausgedehnte Feuchtezeit gegenüber, in der von Dezember bis Februar die Monatswerte zwischen 135 und 160 mm liegen.

## Verkehrsnetz
Pedro Lorenzo liegt in einer Entfernung von 24 Straßenkilometern südlich von Santa Cruz, der Hauptstadt des gleichnamigen Departamentos.
Von Santa Cruz führt die Nationalstraße Ruta 9 in südlicher Richtung über die Städte Kilómetro Doce und El Carmen nach Pedro Lorenzo und weiter nach Süden über Basilio, Mora, Cabezas, Abapó, Ipitá und Villamontes nach Yacuiba an der bolivianischen Grenze zu Argentinien.

## Bevölkerung
Die Einwohnerzahl des Ortes ist in den vergangenen beiden Jahrzehnten auf ein Vielfaches angestiegen:
| Jahr | Einwohner | Quelle       |
| ---- | --------- | ------------ |
| 1992 | 294       | Volkszählung |
| 2001 | 1139      | Volkszählung |
| 2012 | 2041      | Volkszählung |
| 2024 |           | Volkszählung |

Aufgrund der Zuwanderung von Agrarbevölkerung im 20. Jahrhundert weist die Region einen gewissen Anteil an indigener Bevölkerung auf: Im Municipio La Guardia sprechen 17,1 Prozent der Einwohner Quechua.